# Blasser Täubling
Der Blasse Täubling (Russula galochroa), manchmal auch Elfenbeintäubling genannt, ist ein Pilz aus der Familie der Täublingsverwandten (Russulaceae). Er zeichnet sich durch sehr blasse und undefinierte Hutfarben sowie hell cremefarbene, leicht schärfliche Lamellen aus, die sich in Stielnähe stark verzweigen. Weiterhin ist der Pilz recht groß und kräftig. Er ist relativ selten.

## Merkmale

### Makroskopische Merkmale
Der Hut ist milch- bis elfenbeinweiß und manchmal rostfleckig. Er kann auch ockerlich, graulich oder vor allem im Alter ein wenig fleischrötlich getönt sein, so dass er manchmal an den Fleischroten Speise-Täubling (R. vesca) erinnert. Zum Rand hin gehen die Farben unbestimmt in fleischrosa bis oliv angehauchte Töne über. Der Hut ist trocken und ohne Glanz. Er ist zunächst halbkugelig geformt. Im Alter verflacht er und bildet eine mehr oder weniger niedergedrückte Mitte aus. Er ist dann ein wenig trichterartig geformt. Er erreicht einen Durchmesser zwischen vier und acht Zentimetern. Seine Konsistenz ist fest und die Oberfläche glatt und kahl. Die Huthaut ist manchmal mit radialen Adern versehen und fein bis körnig samtig. Sie lässt sich etwa bis zur Mitte abziehen. Der Rand ist stumpf und fast abgerundet sowie glatt oder schwach gerieft.
Die Lamellen sind stumpf cremefarben. Sie stehen nicht gedrängt und besitzen Querverbindungen. In der Nähe des Stieles sind sie stark verzweigt. Die Blätter sind zum Teil angewachsen oder teilweise etwas ausgebuchtet und laufen mit einem Zahn herab. Beim Trocknen oder bei Verletzung verfärben sie sich leicht gelblich.
Der Stiel ist weißlich gefärbt, manchmal rostfleckig und mit feinen Adern überzogen. Er erreicht eine Länge von zwei bis fünf und eine Dicke von 1,5 bis 2 Zentimetern. Er ist für gewöhnlich kürzer als die Hutbreite. Auf der Oberfläche lassen sich feine Längsadern feststellen. Die Konsistenz ist relativ fest, weniger starr und voll. Das Fleisch ist weißlich und riecht ein wenig nach Zedernholz, ähnlich wie der Harte Zinnobertäubling (R. rosea). Es schmeckt mild oder bitterlich und in den Lamellen etwas schärflich. Mit Eisensulfat und Phenol färbt es sich schmutzig rotbraun.
Das Sporenpulver ist cremefarben bis buttergelb.

### Mikroskopische Merkmale
Die Sporen sind blass und mit 6–8 × 5,5–7 Mikrometern rundlich bis breit elliptisch geformt. Die Oberfläche ist punktiert oder kleinwarzig. Ziemlich häufig lassen sich längere und verzweigte Grate finden, die wie Dornzweige erscheinen. Zystiden sind zahlreich vorhanden. Sie besitzen eine lanzettliche Form mit zapfen- oder anhängselförmig ausspitzenden oder stumpfen Enden.

## Artabgrenzung
Verwechslungsmöglichkeit besteht mit dem Verblassenden Täubling (R. exalbicans). Dieser besitzt jedoch oft relativ kräftig rote Hutfarben. Die Huthaut ist lange etwas glänzend und lässt sich nur schwer abziehen. Der Übergang zum Rand ist schärfer. Ähnlich kann auch der Mehlstiel-Täubling (R. farinipes) sein, dessen Fruchtkörper überall scharf schmecken.

## Ökologie
Der Blasse Täubling ist in lichten Rotbuchenwäldern, vor allem in Waldmeister-, Waldgersten- und Seggen-Buchenwäldern zu finden. Außerdem kommt er in entsprechenden Eichen-Mischwäldern wie Eichen-Hainbuchen- und Hartholzauen, an Waldrändern sowie Parks und Gärten vor. Der Pilz besiedelt trockene bis mäßig frische, mild-humose Braunlehm-Rendzinen, Terra fusca und Kalkbraunerden, aber auch sommertrockene Auböden. Diese sind schwach bis stark alkalisch, basenreich und mäßig mit Nährstoffen versorgt sowie manchmal oberflächlich versauert. Ausgangsgesteine sind dabei Kalk, Mergel, Schotter und basenreiche Silicate.
Der Blasse Täubling ist ein Mykorrhiza-Pilz, der mit Laubbäumen, vor allem Rotbuchen, Eichen und Birken eine Symbiose eingeht. Die Fruchtkörper erscheinen typischerweise im Hochsommer von Juli bis September.

## Verbreitung

Europäische Länder mit Fundnachweisen des Blassen Täublings.
Legende:
Länder mit Fundmeldungen
Länder ohne Nachweise
keine Daten
außereuropäische Länder

Der Blasse Täubling ist ein recht seltener Pilz, der in Europa sowie in Nordafrika (Marokko) verbreitet ist. Auch in Nordamerika (USA) wurde er nachgewiesen. In Europa kommt er vorwiegend in Frankreich und Deutschland vor, noch seltener ist er im südlichen Nordeuropa, wo er in Dänemark, Schweden und Finnland angetroffen werden kann.
In Deutschland ist die Art vor allem im Süden (Saarland, Baden-Württemberg, Bayern) zu finden. Vereinzelt kommt sie auch in Hessen, Rheinland-Pfalz und im Süden von Nordrhein-Westfalen vor, überall ist sie selten bis sehr selten.

## Systematik
Manchmal wird der Olivgraue Täubling (R. faustiana) unterschieden. Dessen taxonomische Stellung ist bisher jedoch noch fragwürdig. Innerhalb der Art (intraspezifisch) gibt es eine var. subterfurcata, die kleinere Sporen besitzt.

## Bedeutung
Der Blasse Täubling ist essbar.